# Carvoeiro (Viana do Castelo)
Carvoeiro é uma localidade portuguesa do Município de Viana do Castelo que foi sede da extinta Freguesia de Carvoeiro, freguesia que tinha 11,92 km² de área e 1 104 habitantes (2011), e, por isso, uma densidade populacional de 92,6 hab/km².
A Freguesia de Carvoeiro foi extinta em 2013, no âmbito de uma reforma administrativa nacional, para, em conjunto com A Freguesia de Barroselas, formar uma nova freguesia denominada União das Freguesias de Barroselas e Carvoeiro.

## História e etimologia
Ainda chamada de Caramona no século XVIII, terá sido nomeada em consequência de uma antiga cidade de nome Carbona, devido ao carvão na região, cidade que ficaria num monte acima da reconstrução medieval.
A tradição dita que terá sido re-colonizada e parcialmente reedificada por D. Afonso Henriques, após destruição e despopulação à mão dos mouros na invasão, tarefa que teria sido atribuida a Paio Guterres.

## População
| População da freguesia de Carvoeiro | População da freguesia de Carvoeiro | População da freguesia de Carvoeiro | População da freguesia de Carvoeiro | População da freguesia de Carvoeiro | População da freguesia de Carvoeiro | População da freguesia de Carvoeiro | População da freguesia de Carvoeiro | População da freguesia de Carvoeiro | População da freguesia de Carvoeiro | População da freguesia de Carvoeiro | População da freguesia de Carvoeiro | População da freguesia de Carvoeiro | População da freguesia de Carvoeiro | População da freguesia de Carvoeiro |
| ----------------------------------- | ----------------------------------- | ----------------------------------- | ----------------------------------- | ----------------------------------- | ----------------------------------- | ----------------------------------- | ----------------------------------- | ----------------------------------- | ----------------------------------- | ----------------------------------- | ----------------------------------- | ----------------------------------- | ----------------------------------- | ----------------------------------- |
| 1864                                | 1878                                | 1890                                | 1900                                | 1911                                | 1920                                | 1930                                | 1940                                | 1950                                | 1960                                | 1970                                | 1981                                | 1991                                | 2001                                | 2011                                |
| 801                                 | 804                                 | 814                                 | 834                                 | 860                                 | 601                                 | 832                                 | 956                                 | 1 032                               | 1 079                               | 1 164                               | 1 379                               | 1 254                               | 1 239                               | 1 104                               |

| Distribuição da População por Grupos Etários | Distribuição da População por Grupos Etários | Distribuição da População por Grupos Etários | Distribuição da População por Grupos Etários | Distribuição da População por Grupos Etários | Distribuição da População por Grupos Etários | Distribuição da População por Grupos Etários | Distribuição da População por Grupos Etários | Distribuição da População por Grupos Etários | Distribuição da População por Grupos Etários |
| -------------------------------------------- | -------------------------------------------- | -------------------------------------------- | -------------------------------------------- | -------------------------------------------- | -------------------------------------------- | -------------------------------------------- | -------------------------------------------- | -------------------------------------------- | -------------------------------------------- |
| Ano                                          | 0-14 Anos                                    | 15-24 Anos                                   | 25-64 Anos                                   | > 65 Anos                                    |                                              | 0-14 Anos                                    | 15-24 Anos                                   | 25-64 Anos                                   | > 65 Anos                                    |
| 2001                                         | 223                                          | 256                                          | 568                                          | 192                                          |                                              | 18,0%                                        | 20,7%                                        | 45,8%                                        | 15,5%                                        |
| 2011                                         | 143                                          | 141                                          | 621                                          | 199                                          |                                              | 13,0%                                        | 12,8%                                        | 56,3%                                        | 18,0%                                        |

## Património
- Povoado Fortificado de Carmona, Caramona, Carbona ou Cramona
- Mosteiro de Santa Maria de Carvoeiro